# Walter Müller (Architekt, 1911)
Walter Müller (* 16. Januar 1911 in Durlach; † 17. Mai 1992 in Freiburg im Breisgau) war ein deutscher Architekt und Stadtplaner.

## Leben

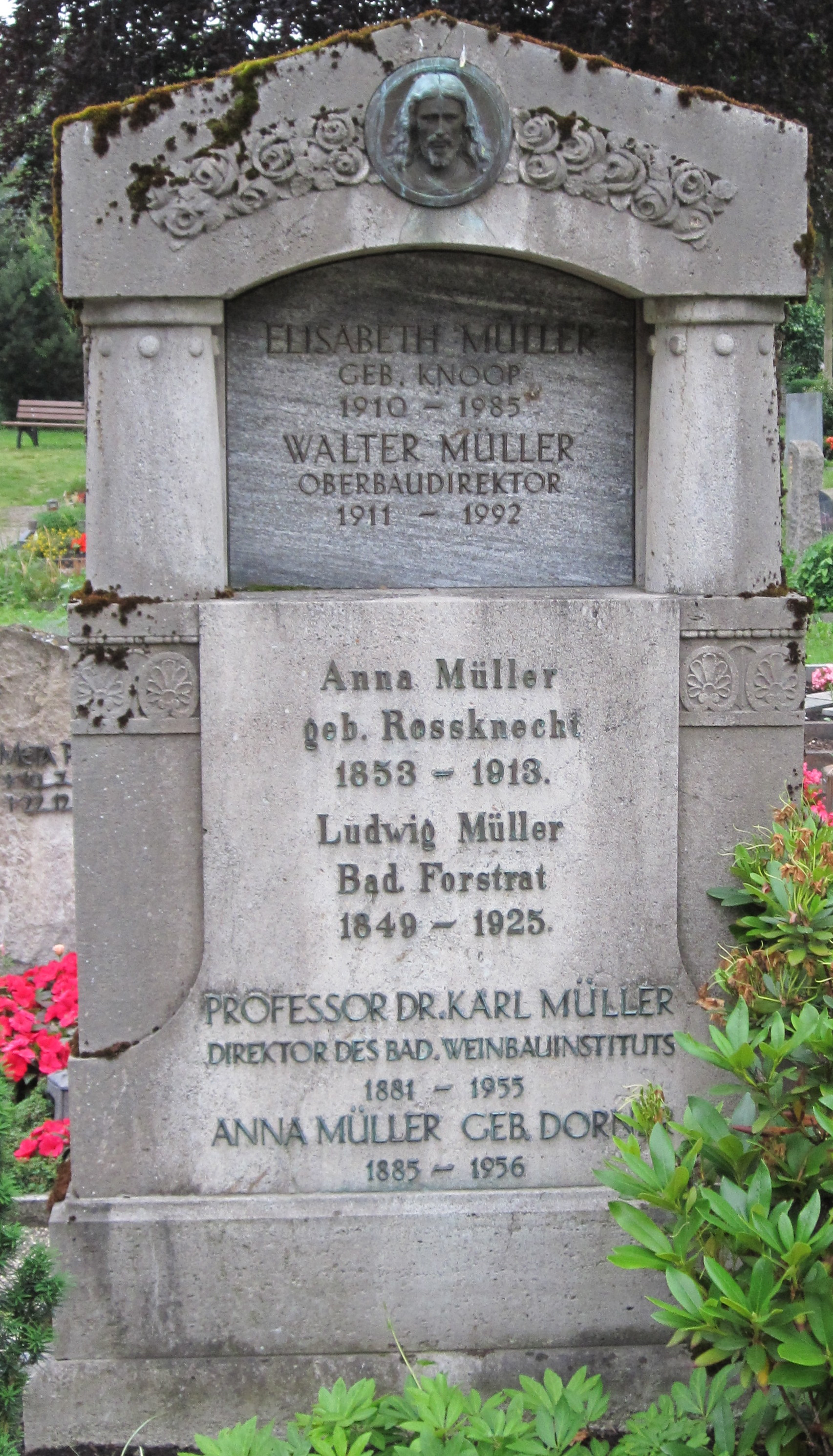
Grabstein auf dem Hauptfriedhof Freiburg

Der Sohn des Botanikers und Önologen Karl Müller und Bruder von Trudpert Müller wuchs seit 1921 in Freiburg auf. Hier machte er 1929 das Abitur am Bertholdgymnasium, wo der spätere Staatspräsident von Baden, Leo Wohleb, sein Lateinlehrer war.
Im Sommersemester 1929 begann Müller sein Studium der Architektur an der Technischen Hochschule Karlsruhe, wo die Professoren Otto Ernst Schweizer, Hermann Billing, Max Laeuger, Karl Caesar, Karl Wulzinger herausragende Lehrerpersönlichkeiten waren. Studienkollegen waren Hans Scherenberg, Horst Linde, Heinrich Gremmelspacher, Martin Hesselbacher, Rolf-Eckart Weber, Arnold Tschira. Im Wintersemester 1934 schloss Müller als Diplomingenieur ab und übernahm im Architekturbüro Looser in Freiburg die Bauleitung für Um- und Neubau des Hotels Feldberger Hof. Seine Ausbildung für den höheren Verwaltungsdienst endete 1937 mit dem Staatsexamen zum Regierungsbaumeister. Die anschließende Tätigkeit beim Stadtplanungsamt der Hansestadt Hamburg mit Konstanty Gutschow wurde durch den Krieg jäh beendet. Im Frühjahr 1938 heiratete er Elisabeth Knoop (1910–1985) aus Freiburg, Tochter des Chemikers Franz Knoop. Am 16. November 1940 wurde sein Sohn in Tübingen geboren. Nach viereinhalb Jahren Soldat, drei Jahre davon an der Ostfront, kehrte Müller zur Familie zurück.
Seit September 1945 im Architekturbüro Karl Elsässer in Stuttgart-Untertürkheim konnte Müller die Leitung erster größerer Bauaufgaben, häufig in Folge von Wettbewerben, übernehmen. Die zufällige Wiederbegegnung mit seinem Studienkollegen Horst Linde 1951 in Freiburg führte dazu, dass Müller 1952 dessen Leitung des Wiederaufbaubüros der Universität Freiburg übernahm. 1952 wurde er von Staatspräsident Leo Wohleb zum Regierungsbaurat in der Staatlichen Hochbauverwaltung Baden, später Baden-Württemberg, ernannt und 1957 Leiter der Landesbauabteilung Südbaden in der Oberfinanzdirektion Freiburg. Bis zum Ausscheiden aus der staatlichen Bauverwaltung im Jahr 1974 erfüllte er große Bauaufgaben in den Universitäten Freiburg und Konstanz, im Bildungs- und Gesundheitswesen, in Verwaltung und Justiz, im militärischen Bereich und in der Denkmalpflege. Eine Vielzahl von Instituts- und Klinikbauten tragen seine Handschrift, aber auch die Schwerpunktprogramme an den Psychiatrischen Landeskrankenhäusern, Ingenieursschulen und der Pädagogischen Hochschulen wurden unter seiner Ägide verwirklicht. Er setzte sich für die Pflege historischer Baudenkmäler unter der Obhut des Staates ein, unter anderem die Münster Reichenau, Mittelzell, Konstanz und Schwarzach, die Schlösser Rastatt, Favorite und Meersburg, in St. Blasien und Bad Säckingen.
Müller wirkte in vielen Ausschüssen und Gremien innerhalb und außerhalb der Bauverwaltung: Bauausschuss der Stadt Freiburg, Landesdenkmalrat, Münsterbauverein Freiburg, Kunstverein Freiburg, Deutscher Werkbund, Bund Deutscher Architekten, Architektenkammer, Vorsitzender der Kunstkommission des Landes bei der Oberfinanzdirektion Freiburg. Daneben wirkte er als Gutachter an den Entwicklungsplänen für die Städte Badenweiler, Baden-Baden, Bad Krozingen, Bad Säckingen und Bad Dürrheim.
Seine Anliegen war es früh, die abstrakte Kunst, vor allem Malerei und Skulptur, in die Architektur zu integrieren und mittels der Kunst am Bau ein öffentliches Statement für die Moderne abzugeben in einer Zeit, da die abstrakte Kunst noch höchst umstritten war. Er betonte stets den Vorteil, sich in Kunstkommissionen fachlich argumentativ durchzusetzen anstatt Entscheidung über Wettbewerbe herbeizuführen. Durch den Erwerb zeitgenössischer Kunstwerke von Henry Moore, Ernst Wilhelm Nay, Georg Meistermann, Erich Hauser, Berto Lardera, HAP Grieshaber, Otto-Herbert Hajek und anderen wurden in Freiburg neue Maßstäbe gesetzt, die über die Region hinaus Beachtung fanden. Große Keramikbilder entstanden von Julius Bissier mit Richard Bampi 1955/56 für die Alte Universität und von Bert Jäger mit der Staatlichen Majolika Manufaktur Karlsruhe 1960 für die Mensa I, kleinere von der Keramikerin Maria Philippi aus Merzhausen bei Freiburg.
Charakteristisch für Müllers klar strukturierte Architektur sind bodentiefe Fenster, die eine intensive Verbindung zwischen innen und außen, zwischen Mensch und Natur herstellen, wie etwa beim Neubau der Anatomie, beim Lesesaal des Pharmakologischen Instituts und besonders bei der Mensa I der Universität Freiburg. Die illusionistische Erweiterung von Räumen gelang ihm zudem durch wandfüllende Kunstwerke. Zur Innenausstattung bevorzugt Müller skandinavisches Design, etwa den „Vostra Sessel“ Modell 654W des dänisch-amerikanischen Designers Jens Risom von der Firma Knoll.

## Werke (Auswahl)
- 1955/56: Einfamilienhaus in Freiburg, Schlierbergstraße 33 nach eigenem Entwurf (Erbbaurechtsvertrag 1. Februar 1955) unterhalb des gleichzeitig erbauten Privathauses von Horst Linde. Kachelofen von Richard Bampi nach Entwurf von Walter Müller.
- 1957: Neubau Anatomisches Institut der Universität Freiburg
- 1957: Pharmakologische Institut der Universität Freiburg
- 1960: Mensa I der Universität Freiburg mit Keramikwand von Bert Jäger